# Victor Hugo Martínez Contreras
Víctor Hugo Martínez Contreras (* 29. März 1930 in San Felipe, Departamento Retalhuleu; † 26. August 2020 in Guatemala-Stadt) war ein guatemaltekischer Geistlicher und römisch-katholischer Erzbischof von Los Altos Quetzaltenango-Totonicapán. Er war von 1986 bis 1988 und 1998 bis 2002 Präsident der Bischofskonferenz von Guatemala.

## Leben
Víctor Hugo Martínez Contreras empfing nach seiner theologischen Ausbildung am 8. Dezember 1956 in der Kathedrale von Huehuetenango durch den Bischof von San Marcos, Celestino Miguel Fernández Pérez OFM, die Weihesakrament#Presbyterat.
Papst Paul VI. ernannte ihn am 30. November 1970 zum Titularbischof von Naissus und zum Weihbischof in Huehuetenango. Die Bischofsweihe spendete ihm der Apostolische Nuntius in Guatemala, Girolamo Prigione, am 10. Januar 1971; Mitkonsekratoren waren Hugo Mark Gerbermann MM, Bischof von Huehuetenango, und José Ramiro Pellecer Samayoa, Weihbischof in Guatemala.
Am 20. September 1975 berief ihn Paul VI. Bischof von Huehuetenango. Papst Johannes Paul II. ernannte ihn am 4. April 1987 zum Bischof von Quetzaltenango, Los Altos. Mit der Erhebung zum Erzbistum am 13. Februar 1996 wurde er Erzbischof von Los Altos Quetzaltenango-Totonicapán. Martínez war zweimal Präsident der Bischofskonferenz von Guatemala (1986–1988; 1998–2002). Papst Benedikt XVI. nahm am 19. April 2007 sein aus Altersgründen vorgebrachtes Rücktrittsgesuch an.